# Akademia Rycerska w Legnicy

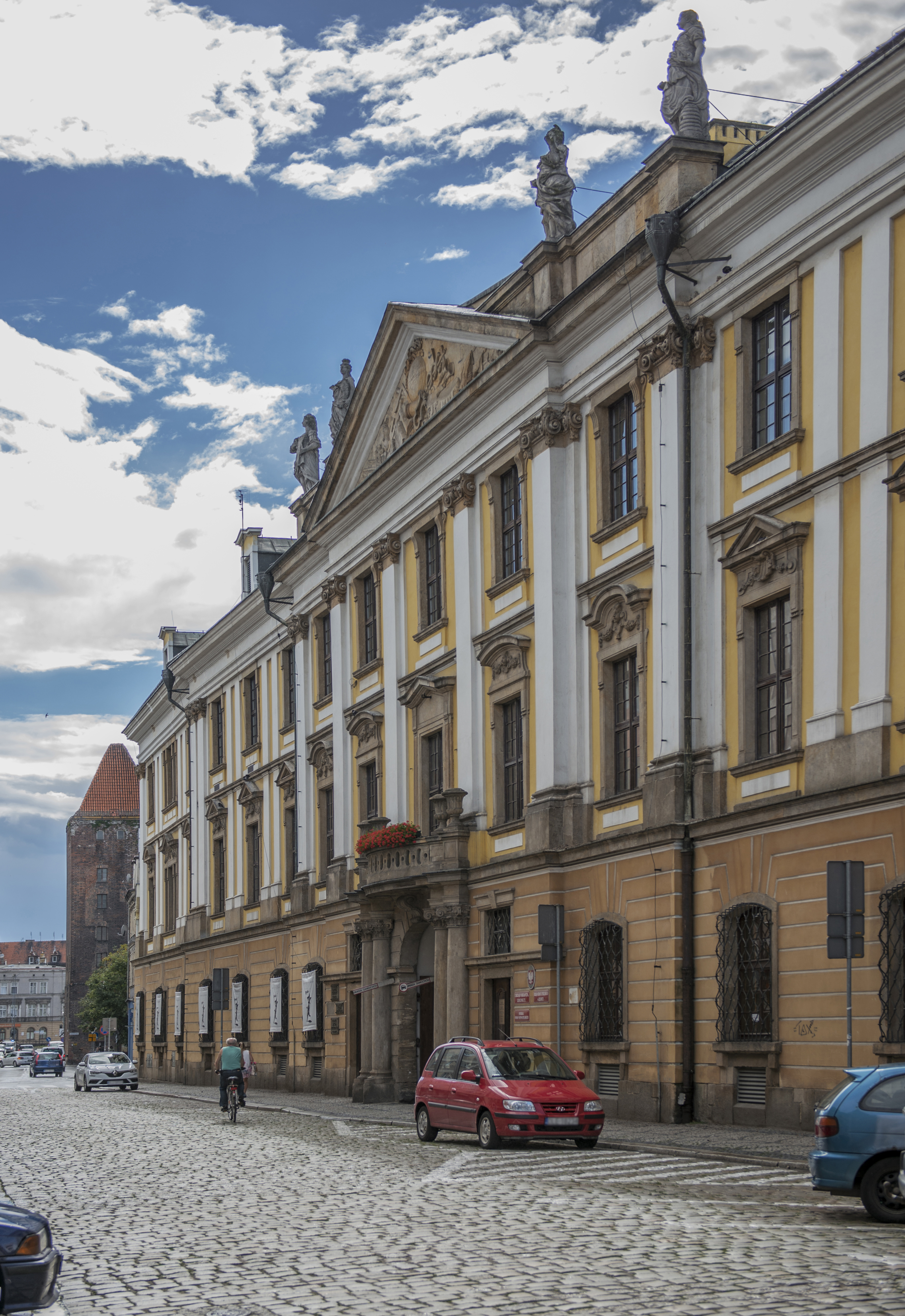
Akademia Rycerska

Akademia Rycerska w Legnicy (niem. Kaiserliche Ritterakademie zu Liegnitz) – męska szkoła średnia w Legnicy, przy ulicy Chojnowskiej 1-3, która istniała od 1730 do 1945 roku. Budynek wpisany do rejestru zabytków pod nr rej.: 595/1015 z 10.01.1964

## Zarys historii
Bezdzietny książę Jerzy Rudolf legnicki (1595–1653) zapisał w swym testamencie z roku 1646 pokaźne środki na utworzenie szkoły dla szlacheckich chłopców – protestantów ze Śląska, która miała być administrowana przez kapitułę kalwinistycznego wówczas kościoła dworskiego pw. św. Jana i nosić miano Johannisstiftung – Fundacja św. Jana. Do realizacji idei księcia nie doszło w czasie 22 lat po jego śmierci, gdyż tron przechodził do różnych i krótko tylko panujących krewnych z dynastii Piastów śląskich aż do jej wygaśnięcia ze śmiercią ostatniego panującego Piasta, Jerzego Wilhelma w roku 1675.
Habsburgowie zaczęli rekatolicyzację ostatniego obszaru śląskiej ziemi, w którym panowała tolerancja religijna, a większość poddanych była protestantami. Kościół św. Jana został oddany jezuitom, którzy zamienili go w świątynię katolicką, a środki przeznaczone na stworzenie Akademii skonfiskowane przez skarb cesarski.
Dopiero pokój w Altranstädt (1706) zmusił Habsburgów do zwrócenia zagrabionych funduszy. Stworzono w Legnicy nową szkołę dla szlachty, Akademię Rycerską, w której jednak,  wbrew intencjom fundatora Jerzego Rudolfa Legnickiego, mogli się kształcić zarówno protestanci jak i katolicy.
Po włączeniu Śląska do Prus po I wojnie śląskiej, reformatorem Akademii Rycerskiej był Karl von Zedlitz – pruski minister oświaty, a w latach 1788–1789 dyrektor szkoły. W roku 1811 zezwolono na naukę także młodzieży pochodzenia nieszlacheckiego, a w 1901 przetworzono ją w państwowe liceum, które istniało do 1945 roku i, do którego siłą tradycji uczęszczało bardzo wielu uczniów z rodów szlacheckich w Królestwie Prus.
Jednym z profesorów w 2 poł. XIX w. był malarz Theodor Blätterbauer.

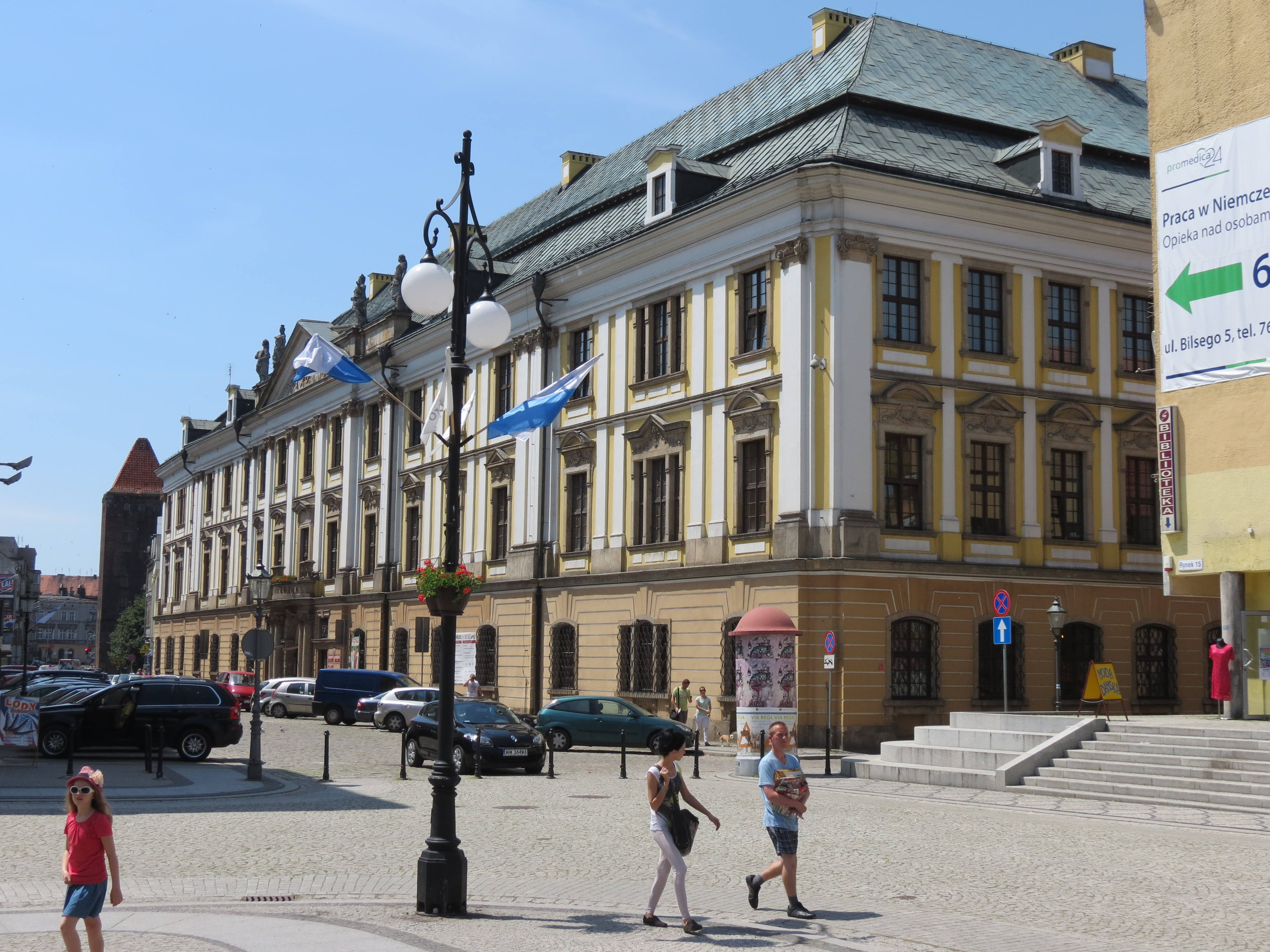
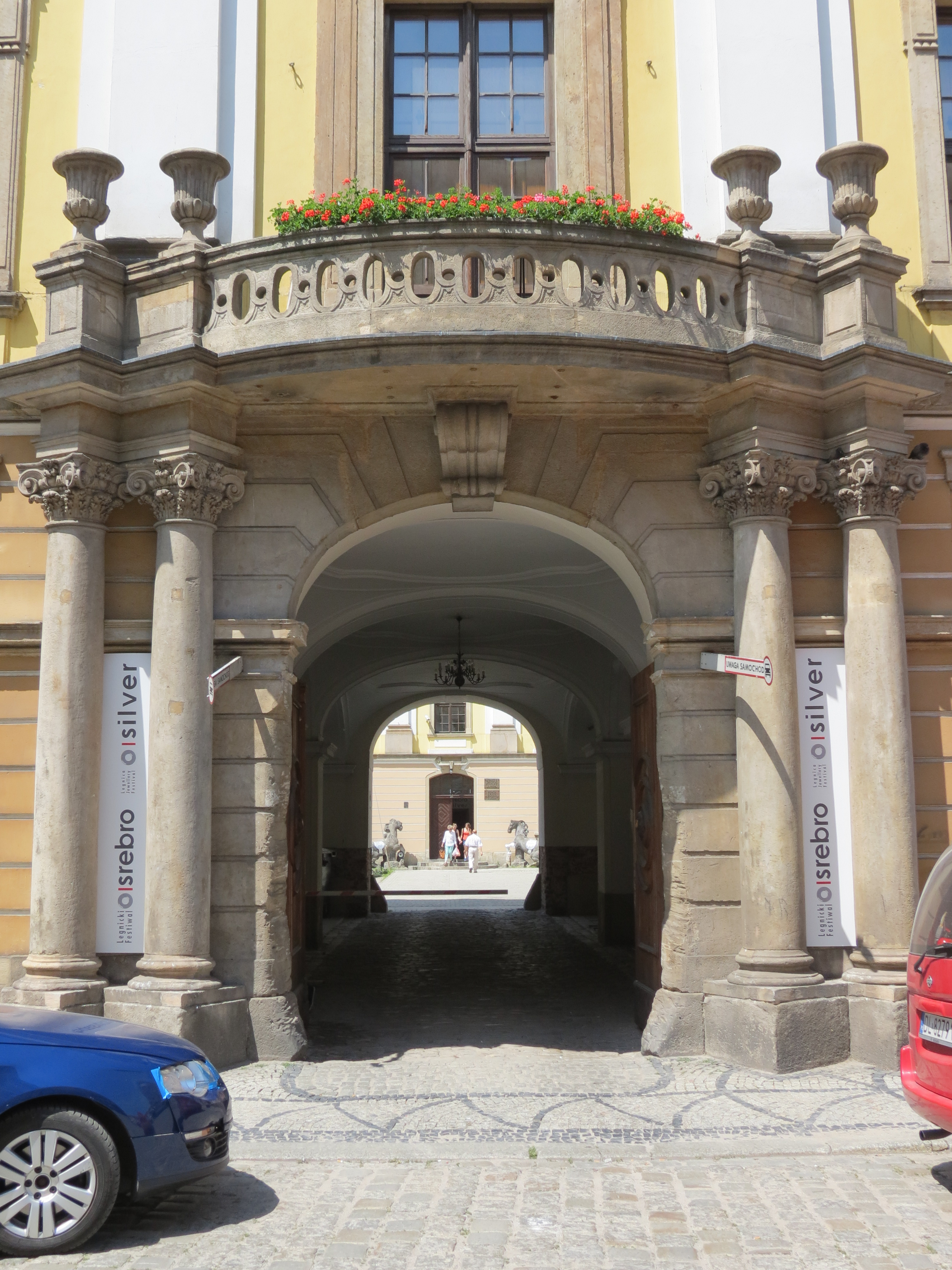
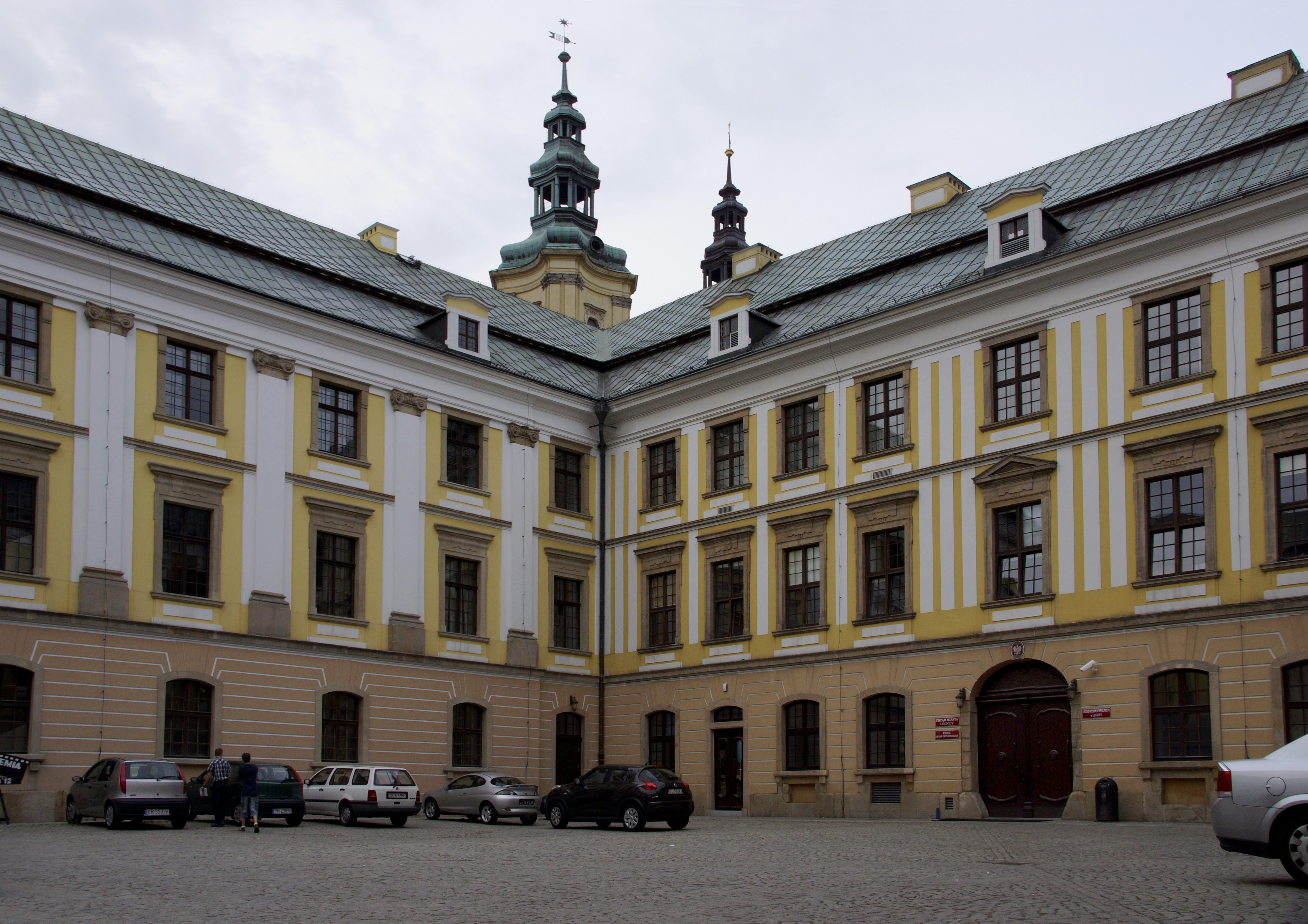
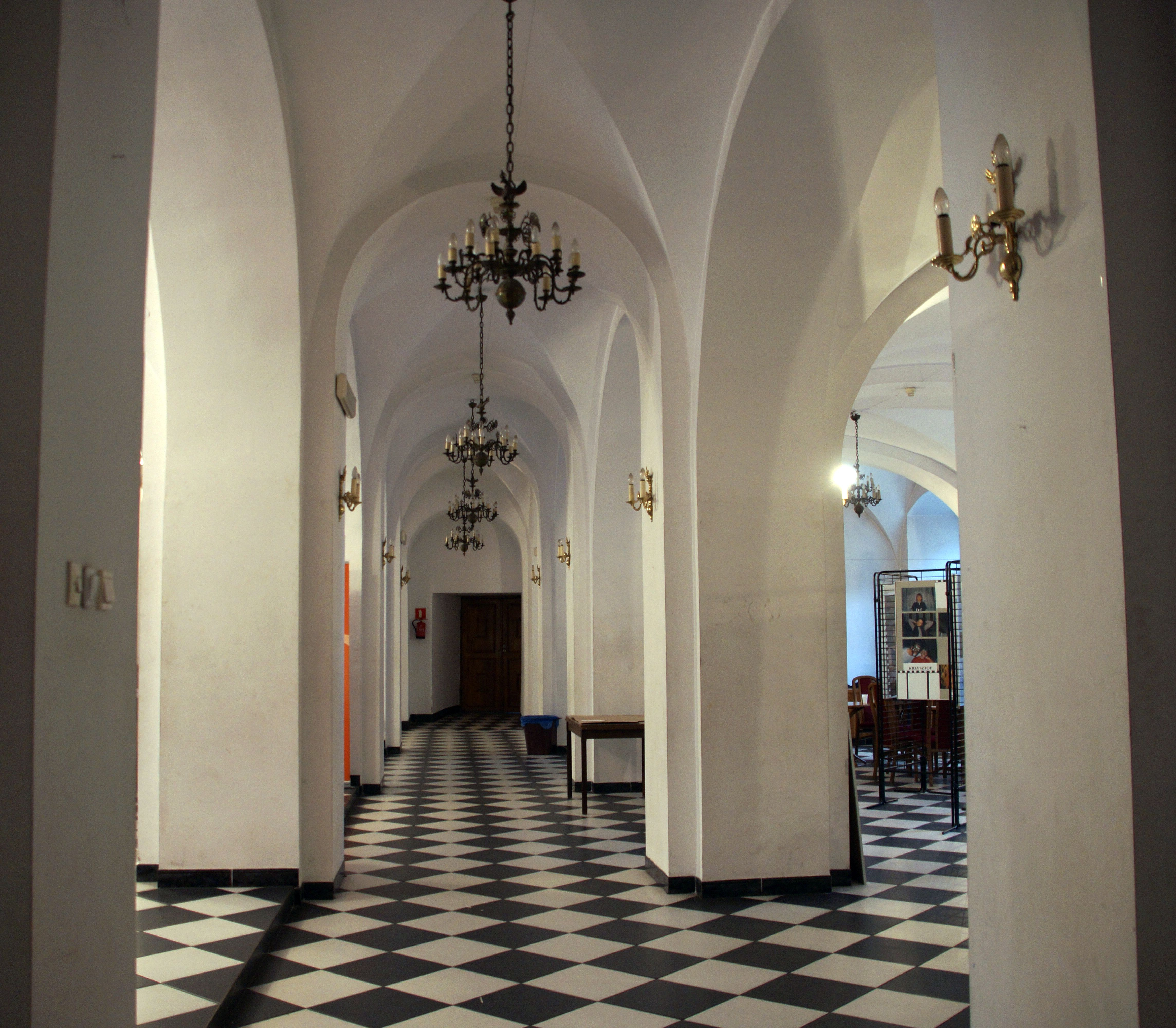

## Gmach Akademii
Monumentalny gmach Akademii, przykład austriackiej barokowej architektury na terenie dzisiejszej Polski, wzniesiony został w latach 1726–1738 według planów architekta wiedeńskiego Josepha Emanuela Fischera von Erlacha i przetrwał II wojnę światową. Systematycznie dewastowany po 1945 r., gdy służył jako jedna z wielu kwater stacjonujących w Legnicy i okolicach oddziałów radzieckich. Dopiero w 1978 r. strona radziecka obiekt  przekazała stronie polskiej. Remont Akademii Rycerskiej oficjalnie zakończył się pod koniec marca 2016 roku.
 Budynek wpisany jest do rejestru zabytków pod nr rej.: 595/1015 z 10.01.1964